# أبو طيط متوج

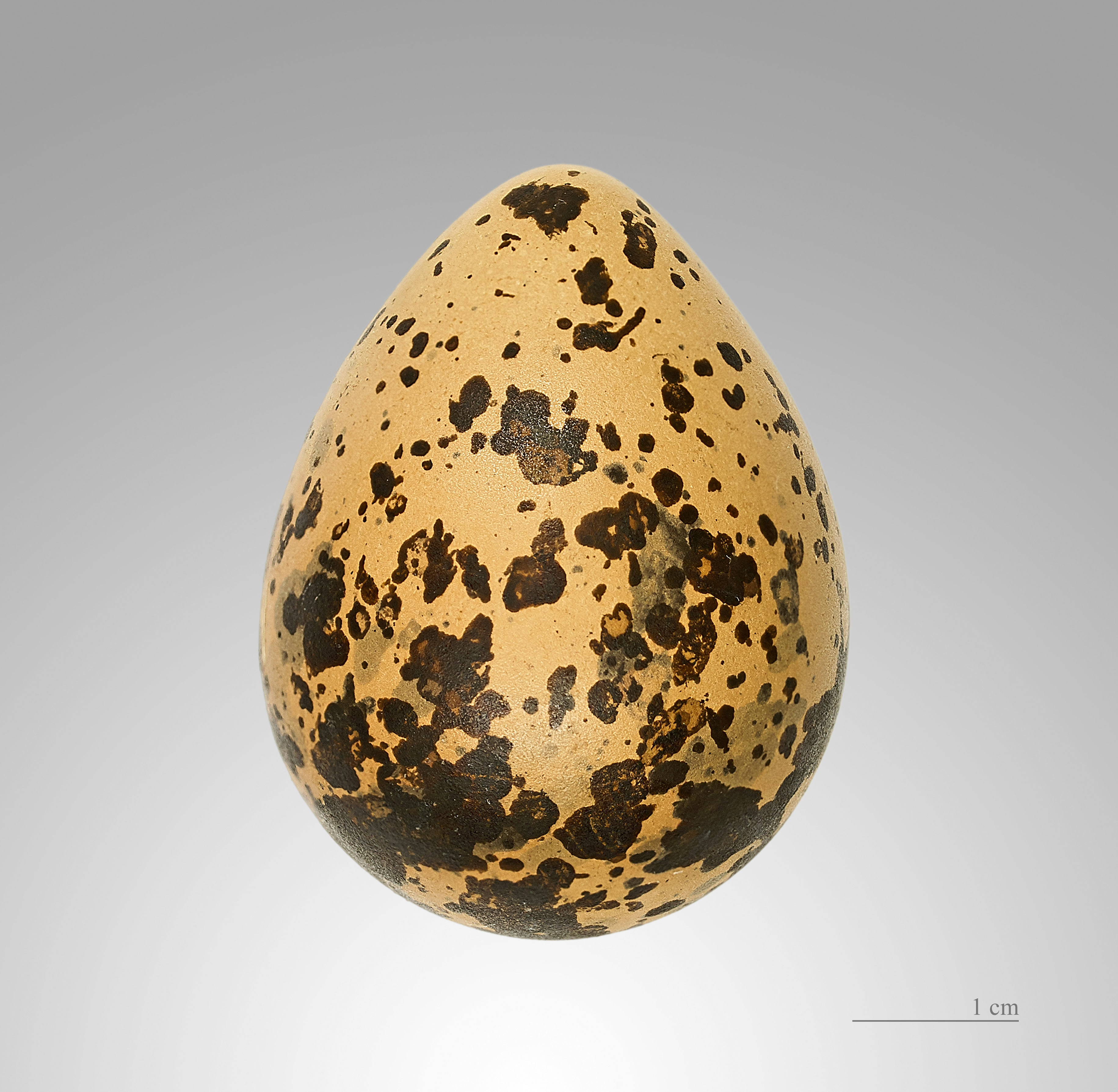
بيضة أبو طيط المتوج

أبو طِيْط متوَّج أو الزقزاق الشامي أو الطَّيبَط أو أبو طيط أو النَّبَّاح أو الدحروج الشامي أو الزقزاق الأخضر هو طائر من الفصيلة الزقزاقية ولكنه مائي يوحد في كل أنحاء أوروبا وتهاجر لشمال إفريقيا شتاء.

## الوصف
- يبلغ طول هذا الطائر 28-30 سم وطول جناحيه 72-82 سم ووزنه ما بين 128-330 غ. لديها خطوط طويلة مميزة متوجة من فوق الرأس بالأسود وكذلك الصدر مع انعكاسات بالأخضر في ظهر والأجنحة والبرتقالي تحت الذيل. والبطن أبيض.

## التكاثر
- يضع أبو طيط عشه في المراعي المبللة من أواخر آذار / مارس حتى أيار / مايو، والإناث لا تفرخ. إنها تضع بيضها (عادة أربعة) في تجويف الطابق تبنيها الذكور خلال التودد.ويمكن أن تدوم فترة الحضانة حوالى 30 يوما.يغادر الصغار في غضون ساعات وتبدأ الطيران بعد خمسة أسابيع.

## منطقة التواجد
- تعيش في المناطق المفتوحة كالمراعي والبحيرات العذبة والطينية والحقول المزروعة والمروج.

## الهجرة
- عند وصول فصل الخريف تبدأ طيور أبو طيط في الهجرة إلى جنوب غرب أوروبا في قطيع كبير من الطيور من الاخاديد والمروج والمخبئ إلى شمال إفريقيا وقضاء الشتاء بأكمله هناك لأنها حساسة للبرد، وفي فترة تموز/يوليو تعود لدول أوروبا والأسكندافية والمناطق الأكثر دفئا.

## الحمية
- النظام الغذائي اليومي له يختلف قليلا حسب المنطقة.من عناكب وديدان الأرض والحشرات ،وميزتها أنها تنتظر في الأرض كثيرا حتى خروج فريستها للانقضاض عليها.

## اقرأ أيضا
- تطور الطيور
- النحام الكبير فنتير
- البلشون الرمادي
- أبو قردان (بلشون البقر)
- بلشون الشعاب الغربي
- أبوملعقة
- الحذف الشتوي (بطة)

## وصلات خارجية
- الحيوان البري في البلاد العربية من الموسوعة العربية العالمية[وصلة مكسورة]
- موقع طيور الكويت فيه صور لطائر الهدهد في الكويت وغيره من الطيور

- وسائط من كومنز
- صفحة من ويكي أنواع